# جوسيب فيجوراس
جوسيب فيجوراس (بالإسبانية: Josep Figueras)‏ هو طبيب إسباني، ولد في 16 سبتمبر 1959 في Medinyà ‏ في إسبانيا.